# 經濟產業省設置法
《經濟產業省設置法》（日语：／，平成11年7月16日法律第99號）是一部規範經濟產業省的設置、組織結構與職掌事務的日本法律。
2001年（平成13年）1月6日日本政府實施中央省廳再編時，原先的通商產業省被改組為經濟產業省，而此部法律亦於同一時間取代舊有的《通商產業省設置法》，成為經濟產業省設立的正式法源。

## 條文概述
- 第一章 總則（第1条）
- 第二章 經濟產業省之設置與其職掌事務
  - 第一節 經濟產業省之設置（第2条）
  - 第二節 經濟產業省之任務與職掌事務（第3 - 4条）
- 第三章 經濟產業省所轄官職與下級機關
  - 第一節 特別職務（第5条）
  - 第二節 審議会等（第6 - 11条）
  - 第三節 地方支分部局（第12 - 13条）
- 第四章 外局
  - 第一節 設置（第14条）
  - 第二節 資源能源廳
    - 第一款 任務與職掌事務（第15 - 17条）
    - 第二款 審議会等（第18 - 19条）
    - 第三款 特別機關（第20 - 22条）

  - 第三節 特許廳（第23 - 25条）
  - 第四節 中小企業廳（第26条）
- 第五章 附款（第27条）
- 附則